# Соколовская, Елена Рабиговна
Еле́на Раби́говна Соколо́вская (до 1981 — Ахами́нова) (род. 5 октября 1961, Свердловск) — советская и украинская волейболистка и украинский волейбольный тренер, игрок сборной СССР (1979—1983), олимпийская чемпионка 1980, чемпионка Европы 1979, 5-кратная чемпионка СССР. Центральная блокирующая. Заслуженный мастер спорта СССР (1980).

## Биография
Елена Ахаминова родилась в семье мастеров спорта — волейболиста из Кабардино-Балкарии Рабига Ахаминова и баскетболистки Инессы Квашниной. Начала заниматься волейболом в 1973 году в ДЮСШ «Уралочка» города Свердловска (ныне — Екатеринбург) у тренера Юрия Николаевича Филимонова. В чемпионатах СССР в 1977—1982 выступала за команду «Уралочка» Свердловск. В 1981 году вышла замуж за футболиста одесского «Черноморца» Игоря Соколовского и, переехав в Одессу, с 1982 стала играть за местный МедИн (до 1989). В составе «Уралочки» стала 5-кратной чемпионкой СССР и двукратной обладательницей Кубка европейских чемпионов. В составе МедИна дважды становилась призёром чемпионатов СССР, а также выигрывала Кубок СССР и Кубок обладателей кубков ЕКВ. Двукратный призёр Спартакиад народов СССР.
Чемпионка СССР 1978—1982, серебряный (1983) и бронзовый (1984) призёр союзных первенств. Победитель Кубка СССР 1983. Серебряный (1979) и бронзовый (1983) призёр Спартакиад народов СССР (в составе сборных РСФСР в 1979 и Украинской ССР в 1983). Победитель Кубка европейских чемпионов 1981 и 1982. Победитель Кубка обладателей кубков ЕКВ 1983.
В сборной СССР в официальных соревнованиях выступала в 1979—1983 годах. В её составе: олимпийская чемпионка 1980, бронзовый призёр Кубка мира 1981, чемпионка Европы 1979, двукратный серебряный призёр европейских первенств (1981 и 1983).
В 1989—1993 годах Елена Соколовская выступала за «Хаукипутаан Хейтто» (Финляндия), в 1993—1994 — «Динамо-Джинестра» (Одесса, Украина), 1994—1995 — «Полице» (Польша), 2-я половина 1990-х — команды различных европейских стран, 2002—2003 — «Химик» (Южное, Украина).
Лучшая волейболистка Одессы XX века.
В 2006—2012 Елена Соколовская — главный тренер женской волейбольной команды «Джинестра» (Одесса, Украина). Была депутатом Одесского городского совета от Партии регионов.
В 2013—2015 — начальник управления физкультуры и спорта Одесского городского совета, сменив на этой должности футболиста Игоря Беланова. 25 марта 2015 года возглавила детско-юношескую спортивную школу «Джинестра».
По состоянию на 2021 год проживала в Одессе.

## Достижения

### С клубами
- 5-кратная чемпионка СССР — 1978—1982;
  - серебряный (1983) и бронзовый (1984) призёр чемпионатов СССР;
- обладатель Кубка СССР 1983;
- двукратный победитель розыгрышей Кубка европейских чемпионов — 1981, 1982;
- победитель розыгрыша Кубка обладателей кубков ЕКВ 1983;
- чемпионка Польши 1995;
- обладатель Кубка Польши 1995;
- серебряный призёр чемпионата Украины — 2007, 2008, 2010, 2011;
- обладатель Кубка Украины — 2010, 2011.

### Со сборными
- Олимпийская чемпионка 1980;
- участница чемпионата мира 1982;
- бронзовый призёр Кубка мира 1981;
- чемпионка Европы 1979;
  - двукратный серебряный призёр чемпионатов Европы — 1981, 1983;
- чемпионка Всемирной Универсиады 1979 в составе студенческой сборной СССР;
- чемпионка Европы среди молодёжных команд 1979;
- серебряный призёр Спартакиады народов СССР 1979 в составе сборной РСФСР;
  - бронзовый призёр Спартакиады народов СССР 1983 в составе сборной УССР.

## Источник
- Волейбол. Энциклопедия/Сост. В. Л. Свиридов, О. С. Чехов. — Томск: Компания «Янсон», 2001.